# Katya Derevko
Yekaterina "Katya" Derevko, alias Vrabia Neagră, este una din cele trei surori Derevko, din serialul Alias. Ea este jucată de Isabella Rossellini.
Katya a apărut prima dată în sezonul 3, când a fost trimisă de Irina la Jack Bristow, pentru a-l ajuta pe acesta să o extrădeze pe Sydney și pe Vaughn dintr-o închisoare din Coreea de Nord. După acea misiune, Katya îl sărută pe Jack cu multă pasiune.
Pe parcursul căutării Nadiei, după răpirea ei din Sezonul 3, Sydney și Vaughn descoperă căteva fișiere video cu Nadia, de când era mică, într-un bunker militar rusesc, care a fost, mai înainte, un centru de cercetare a lui Rambaldi. Katya îi confruntă împreună cu câțiva gardieni, dar apoi aceasta îi imobilizează pe gardieni, iar cei trei pornesc spre Sankt Petersburg. Katya îi informează despre trecutul Nadiei, pretinzând că a fost născută de Irina într-o închisoare rusească, după ce Irina l-a părăsit pe Jack. Pentru că Sydney s-a născut în aprilie 1975, iar Irina l-a părăsit pe Jack la sfârșitul anului 1981, Nadia trebuie să se fi născut în 1982. Aceaste repere temporale nu se împacă cu faptul că tatăl lui Vaughn a salvat-o pe Nadia, iar apoi a fost omorât de Irina în 1979. Katya și Jack lucrează împreună pentru a urmări mișcările lui Sloane prin acțiunile bancare, iar Katya flirtează în mod evident cu Jack. Inițial Jack îi refuză avansurile, dar mai târziu o sărută profund. 
După salvarea Nadiei, Vaughn își urmărește soția, o prinde și este pe cale să o omoare, dar Katya intervine, înjunghiindu-l pe Vaughn pe la spate, apoi o eliberează pe Lauren. În timp ce se afla în recunoaștere în Palermo, Sydney o întâlnește din nou pe Katya. Katya încearcă să o împuște (confirmându-i astfel lui Sydney că este aliată cu Legământul), dar Sydney a scos înainte gloanțele din pistolul Katyei. Sydney o împușcă pe Katya cu un tranchilizant, iar apoi este dusă sub arest. 
Katya nu mai este văzută până în sezonul 4, când Nadia o vizitează la închisoare, dorind să afle mai multe despre mama pe care nu a cunoscut-o niciodată. Katya mănâncă puțină ciocolată -adusă de Nadia-, declanșând o reacție alergică aproape fatală, ilustrându-și astfel disperarea de a vorbi cu Sydney. Sydney merge să se întâlnească cu Katya la infirmeria închisorii pentru a o avertizara să nu mai continue să se întâlnească cu Nadia. Katya îi spune că nu a încercat niciodată să o rănească în Palermo, și că nici Irina nu a încercat să o omoare, de asemenea. Irina a încercat să o contacteze pe Katya, îngrijorată că cineva încearcă să-i însceneze contractul pus pe viața lui Sydney. Katya îi cere lui Sydney să recupereze un mesaj de la Irina, aflat într-o cutie muzicală. Sydney recuperează cutia și găsește mesajul, care o conduce la un cont în bancă pe numele lui Arvin Sloane. Sydney o informează pe Katya de acel cont, care o exonerează pe Irina și îl acuză pe Sloane (mai târziu s-a descoperit că a fost contul unui impostor, "Arvin Clone", care s-a dovedit a fi un pion al Elenei Derevko).
După raidul Elenei asupra DCS, Katya fiind singura soră Derevko la care avea acces, Jack o vizitează în închisoare, cerându-i informații despre ascunzătoarea Elenei. În schimbul informațiilor, el îi promite că va face tot ce îi stă în putință să îi obțină grațierea. Katya îl informează că Elena era adevăratul conducător al Legământului și că baza de operațiuni a acesteia se află în Praga, dar numai Irina știa cum să o oprească. 
Nu se știe dacă Jack a reușit să îi obțină eliberarea Katyei și nicio altă informație în legătură cu ea nu este menționată. 